# ТЕС Сеніпах
0°59′16″ пд. ш. 117°8′8″ сх. д. / 0.98778° пд. ш. 117.13556° сх. д.
ТЕС Сеніпах – теплова електростанція на сході індонезійського острова Калімантан. 
В 2015-му на майданчику станції стали до ладу дві встановлені на роботу у відкритому циклі газові турбіни потужністю по 41 МВт. За пару років стартував проект зі створення комбінованого циклу, для чого було потрібно встановити два котла-утилізатора та парову турбіну з показником 35 МВт. Пусконалагоджувальні роботи за проектом парогазового блоку почались у 2019 році. 
Станція розрахована на використання блакитного палива, при цьому майданчик ТЕС знаходиться неподалік від газопереробного заводу Сеніпах (останній звели для потреб гігантського родовища Печіко, а в подальшому почали використовувати для прийому вуглеводнів з інших об’єктів через газопроводи Махакам-Південь – Сеніпах та Рубі – Сеніпах).
Видача продукції відбувається по ЛЕП, розрахованій на роботу під напругою 150 кВ.